# Église Saint-Pierre-et-Saint-Paul de Noth
Pour les articles homonymes, voir Église Saint-Pierre-et-Saint-Paul.
L'église Saint-Pierre-et-Saint-Paul est une église catholique située en France, à Noth, dans le département de la Creuse.
Elle fait l’objet d’une protection au titre des monuments historiques.

## Localisation
L'église est située dans le quart nord-ouest du département français de la Creuse, dans le centre-bourg de Noth, à proximité de la route départementale 74.

## Historique et architecture

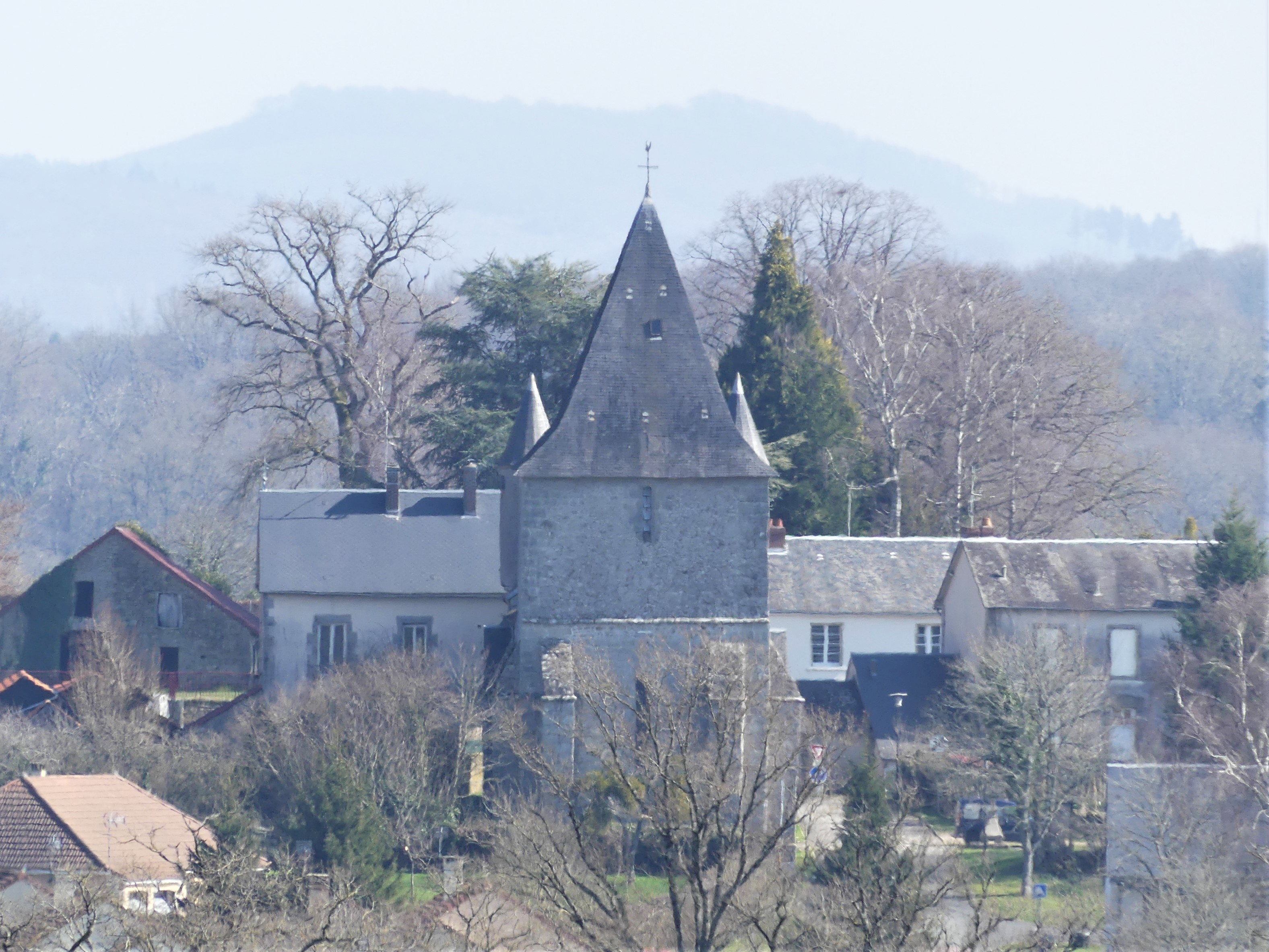
L'église vue depuis l'ouest.

L'église est orientée est-ouest. Elle est bâtie en granit au XIIIe siècle. Elle est fortifiée au siècle suivant, et peut-être également au XVIe siècle, par l'ajout d'un chemin de ronde et par l'édification de deux tours d'angle en encorbellement dont l'une comporte une meurtrière et une bouche canonnière ; les deux tours sont reliées par une courtine, en surélévation du chevet plat. Couverts de toits à longs pans, le chœur et les deux travées attenantes de la nef datent de la construction initiale. À l'ouest de la nef, une troisième travée et le clocher couvert d'un toit à quatre pans qui la surmonte sont ajoutés au XVIe siècle. Dans la seconde moitié du XIXe siècle, des petites chapelles latérales de faible profondeur sont ajoutées à cette travée. Les façades nord et sud exposent des alignements de modillons représentant principalement des têtes humaines. Le portail, de style limousin, s'ouvre sur la façade sud.
Initialement dépendante de l'abbaye Notre-Dame de Déols, l'église de Noth est ensuite devenue possession de la prévôté de  La Souterraine au XIVe siècle. Au milieu du XVIIIe siècle, elle dépendait du chapitre de l'abbaye Saint-Martial de Limoges. Depuis la loi de séparation des Églises et de l'État de 1905, elle est la propriété de la commune de Noth.
L'édifice est inscrit au titre des monuments historiques le 1er mai 1933.

## Mobilier
L'église recèle un abondant mobilier,, avec notamment :
- le maître-autel du chœur datant de la seconde moitié du XVIIe siècle[5] ;
- une chaire datant de 1714[6] ;
- deux lambris de revêtement,  intégrés au mur ouest de la nef, qui pourraient dater du XVIIIe siècle[7] ;
- un porte-cercueil datant de la fin du XIXe - début du XXe siècle[8] ;
- quatre vitraux de la fin du XIXe siècle représentant Notre-Dame de Lourdes et saint Joseph[9], saint Pierre[10], saint Paul, Jeanne d'Arc et saint Antoine de Padoue[11] ; les trois premiers sont dans le chœur et le quatrième dans la nef ; deux d'entre eux portent la date de 1895 et le vitrail central du chœur porte la signature du peintre-vitrailliste Louis-Victor Gesta ;
- une cuve baptismale[12] et un bénitier[13], tous deux en granite et de forme octogonale, dont la période de facture est difficilement datable, pouvant aller du Moyen Âge jusqu'au XVIIIe siècle ;
- un bénitier d'applique datant de la fin du XIXe - début du XXe siècle[14] ;
- un ensemble statuaire en bois pouvant dater de la seconde moitié du XVIIe siècle composé de :
  - saint Pierre et saint Paul[15],
  - saint Jean-Baptiste[16],
  - le Christ en croix et la Vierge[17],
  - saint Roch[18],
  - la Vierge à l'Enfant [19],
  - une représentation pouvant correspondre à la Vierge[20] ;
- deux statues du début du XXe siècle en carton-romain représentant des anges lampadophores[21] ;
- deux objets liturgiques du XIXe siècle en métal : un calice[22] et un ostensoir-soleil[23] ;
- plusieurs vases des XIXe et XXe siècles en porcelaine[24],[25],[26].

À ces objets s'ajoutent plusieurs autres qui ont été recensés mais non étudiés : deux autels latéraux, deux bancs d'œuvre, une cloche, un confessionnal, vingt chandeliers, un chemin de croix, une croix d'autel, une croix de procession, une dalle funéraire, un harmonium, une pierre d'autel, un poêle de chauffage, un siège de célébrant, ainsi que deux autres statues, trois autres vases et deux autres vitraux.

## Galerie de photos

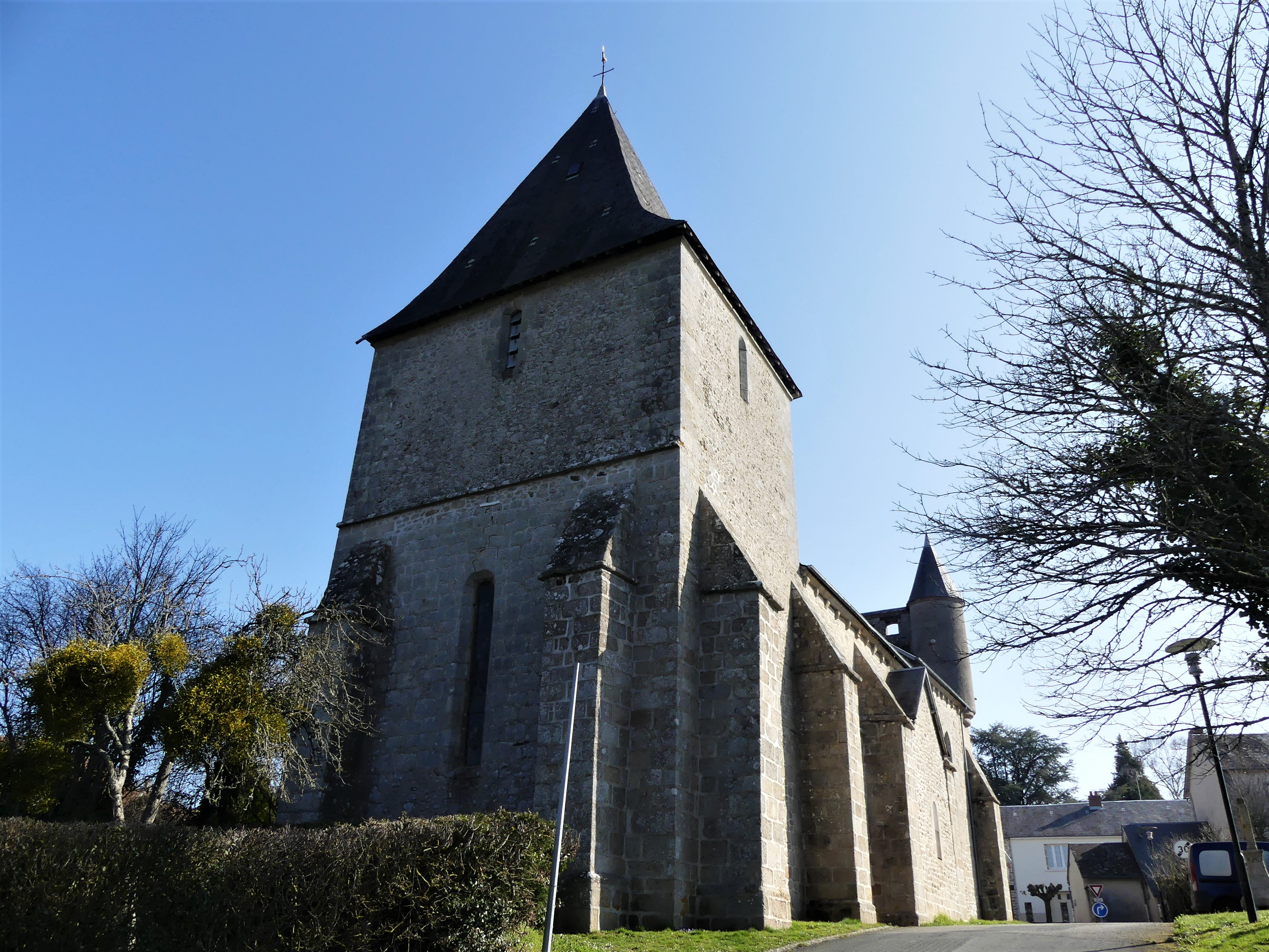
L'angle sud-ouest de l'église.
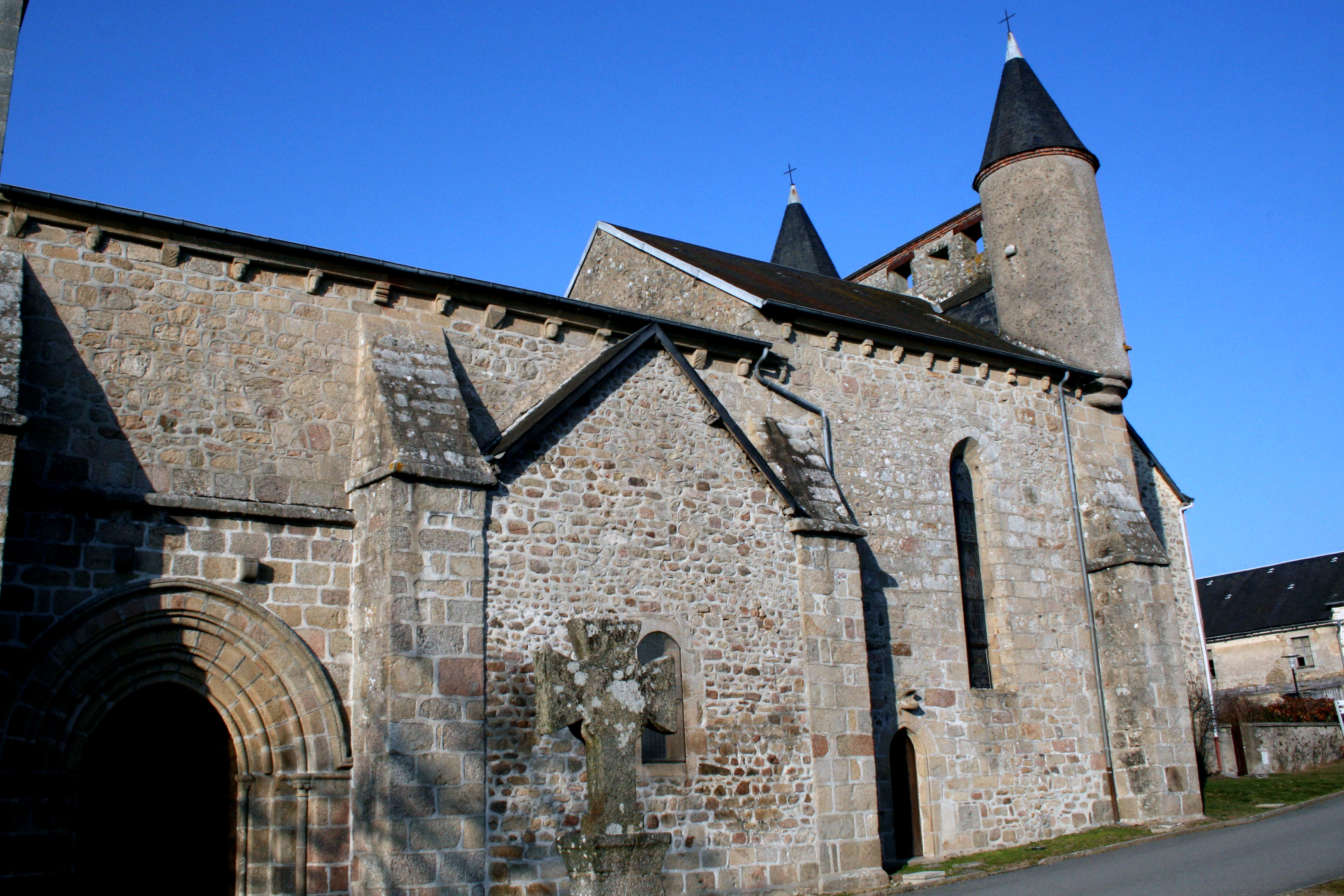
La façade sud.
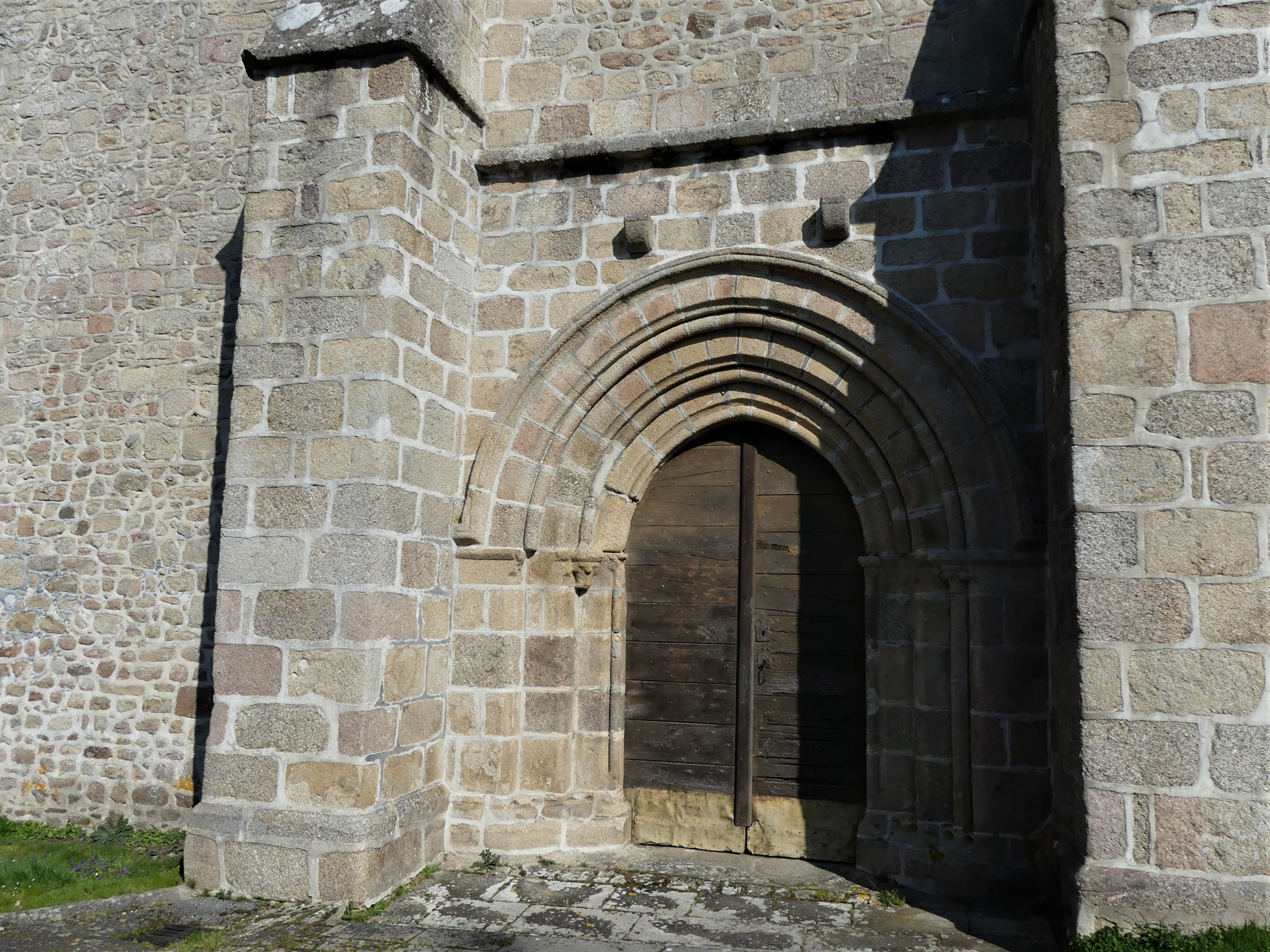
Le portail sud.
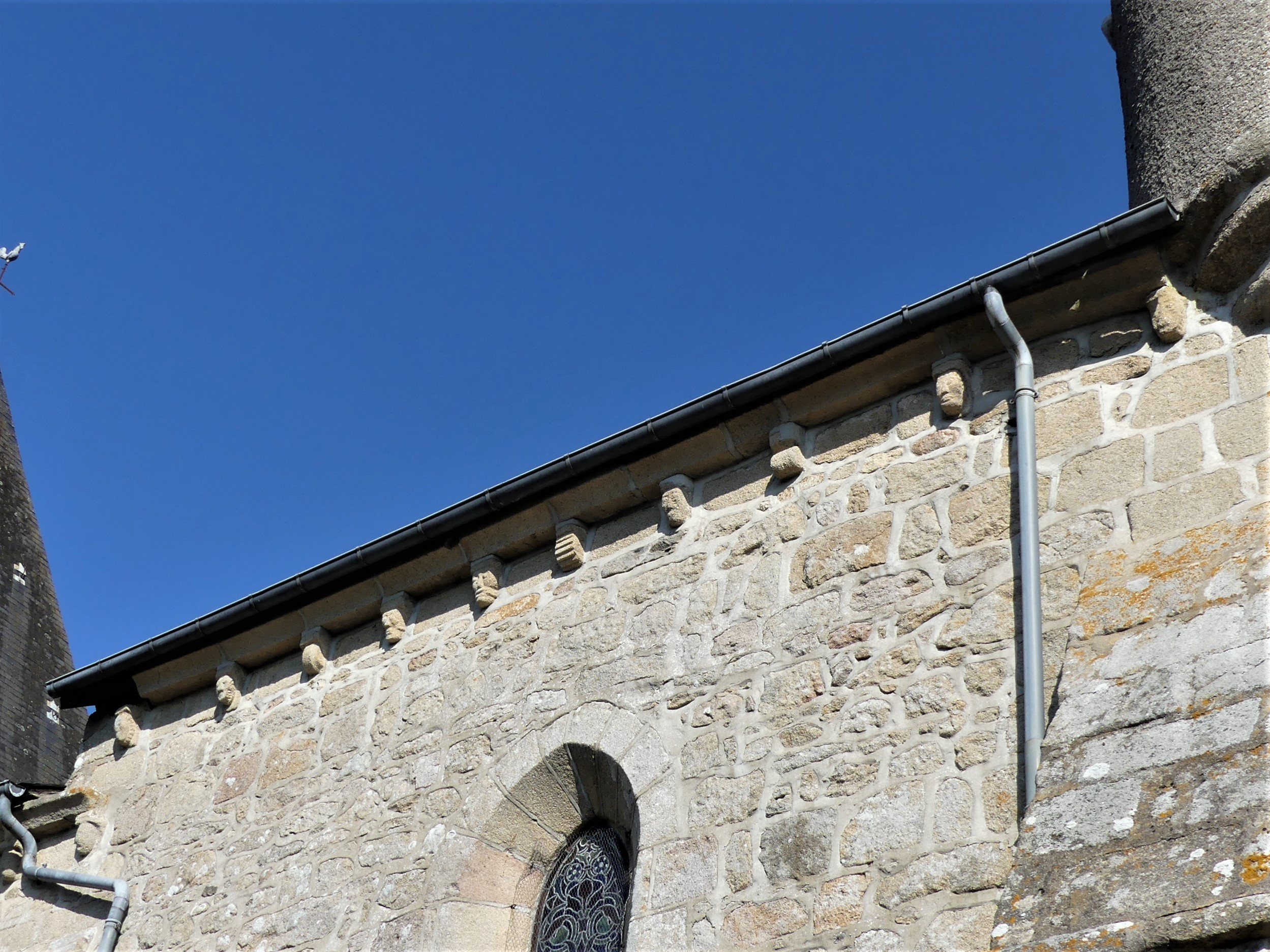
Alignement de modillons.
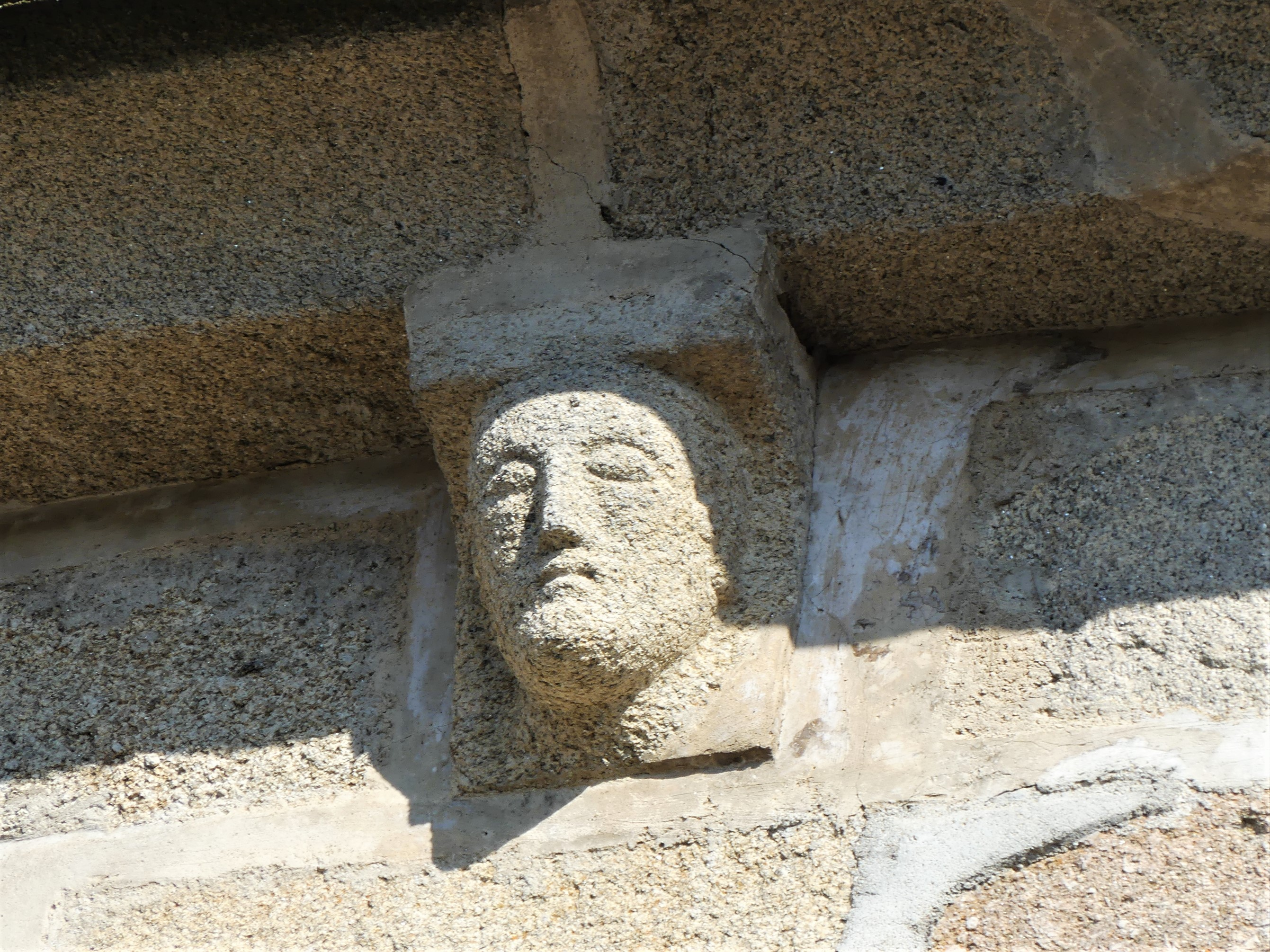
Un modillon.

## Pour approfondir